# Island Line (Isle of Wight)
| Zug im Bahnhof Ryde Esplanade |                                       |                             |                             |
| Island Line (rot), Isle of Wight Steam Railway (grün). |                                       |                             |                             |
| Streckenlänge: | 13,7 km                               |                             |                             |
| Spurweite: | 1435 mm (Normalspur)                  |                             |                             |
| Stromsystem: | 630 V (1967–2020) 750 V (seit 2021) = |                             |                             |
| Streckengeschwindigkeit: | 72,4 km/h                             |                             |                             |
| |                                       |                             |                             |
| \| \| \| Fähre nach Portsmouth \| \| \| \| Ryde Pier Head \| \| \| \| Auf der Pier \| \| \| \| Ryde Esplanade \| \| \| \| Ryde Tunnel \| \| \| \| Ryde St John's Road \| \| \| \| Smallbrook Junction \| \| \| \| Isle of Wight Steam Railway \| \| \| \| von Bembridge \| \| \| \| Brading \| \| \| \| von Newport und Cowes \| \| \| \| Sandown \| \| \| \| Lake \| \| \| \| Shanklin \| \| \| \| Wroxall \| \| \| \| (Tunnel2) \| \| \| \| Ventnor Town \| |                                       |                             |                             |
| |                                       | Fähre nach Portsmouth       |                             |
| Kopfbahnhof Streckenanfang |                                       | Ryde Pier Head              | Ryde Pier Head              |
| Strecke |                                       | Auf der Pier                | Auf der Pier                |
| Bahnhof |                                       | Ryde Esplanade              | Ryde Esplanade              |
| Tunnel |                                       | Ryde Tunnel                 | Ryde Tunnel                 |
| Bahnhof |                                       | Ryde St John's Road         | Ryde St John's Road         |
| Bahnhof |                                       | Smallbrook Junction         | Smallbrook Junction         |
| Abzweig geradeaus und nach rechts |                                       | Isle of Wight Steam Railway | Isle of Wight Steam Railway |
| Abzweig geradeaus und ehemals von links |                                       | von Bembridge               | von Bembridge               |
| Bahnhof |                                       | Brading                     | Brading                     |
| Abzweig geradeaus und ehemals von rechts |                                       | von Newport und Cowes       | von Newport und Cowes       |
| Bahnhof |                                       | Sandown                     | Sandown                     |
| Bahnhof |                                       | Lake                        | Lake                        |
| Kopfbahnhof Strecke ab hier außer Betrieb |                                       | Shanklin                    | Shanklin                    |
| Bahnhof (Strecke außer Betrieb) |                                       | Wroxall                     | Wroxall                     |
| Tunnel (Strecke außer Betrieb) |                                       | (Tunnel2)                   | (Tunnel2)                   |
| Kopfbahnhof Streckenende (Strecke außer Betrieb) |                                       | Ventnor Town                | Ventnor Town                |

Die Island Line (bis 1989 Ryde Rail) ist eine Eisenbahnstrecke auf der Isle of Wight vor der Südküste Großbritanniens. Sie ist 13,6 Kilometer lang und führt entlang der Ostküste von Ryde nach Shanklin. In Ryde beginnt die Strecke auf der Pier, wo die Fähren nach Portsmouth an- und ablegen. An der Zwischenstation Smallbrook Junction kann in die Isle of Wight Steam Railway umgestiegen werden, eine mit Dampflokomotiven betriebene Museumseisenbahn.
Die Strecke wurde am 12. Juli 1889 eröffnet und 1967 elektrifiziert (zunächst bis 2020 630 V, nach der Sanierung 2021 750 V Gleichspannung mit von oben bestrichenen Stromschienen). Mitte der 1990er Jahre bestanden Pläne, den mittlerweile stillgelegten südlichen Abschnitt nach Ventnor wieder in Betrieb zu nehmen, was aber an zu hohen Kosten scheiterte.

## Betrieb
Nach der Privatisierung von British Rail war die Island Line ab 1996 eine eigenständige Bahngesellschaft. Sie gehörte zur Stagecoach Group und war die kleinste Bahngesellschaft Großbritanniens, die in das Tarifsystem von National Rail integriert war. Sie war die einzige Bahngesellschaft, welche die Wartung der Betriebsanlagen nicht an Network Rail übertragen hatte. Die Island Line galt als zuverlässigste und pünktlichste Bahngesellschaft Großbritanniens. Die Gründe dafür waren wohl die Einfachheit und Kürze der Strecke.
Am 4. Februar 2007 übernahm die Bahngesellschaft South West Trains für die Dauer von zehn Jahren die Betriebskonzession, die Strecke wird allerdings weiterhin separat vermarktet. Seit 25. Mai 2025 liegt der Betrieb bei der South Western Railway, einem Unternehmen des staatlichen Betreibers DfT Operator, vom 20. August 2017 bis 25. Mai 2025 gehörte South Western Railway der FirstGroup (70 %) und der MTR Corporation (30 %).

## Fahrzeuge

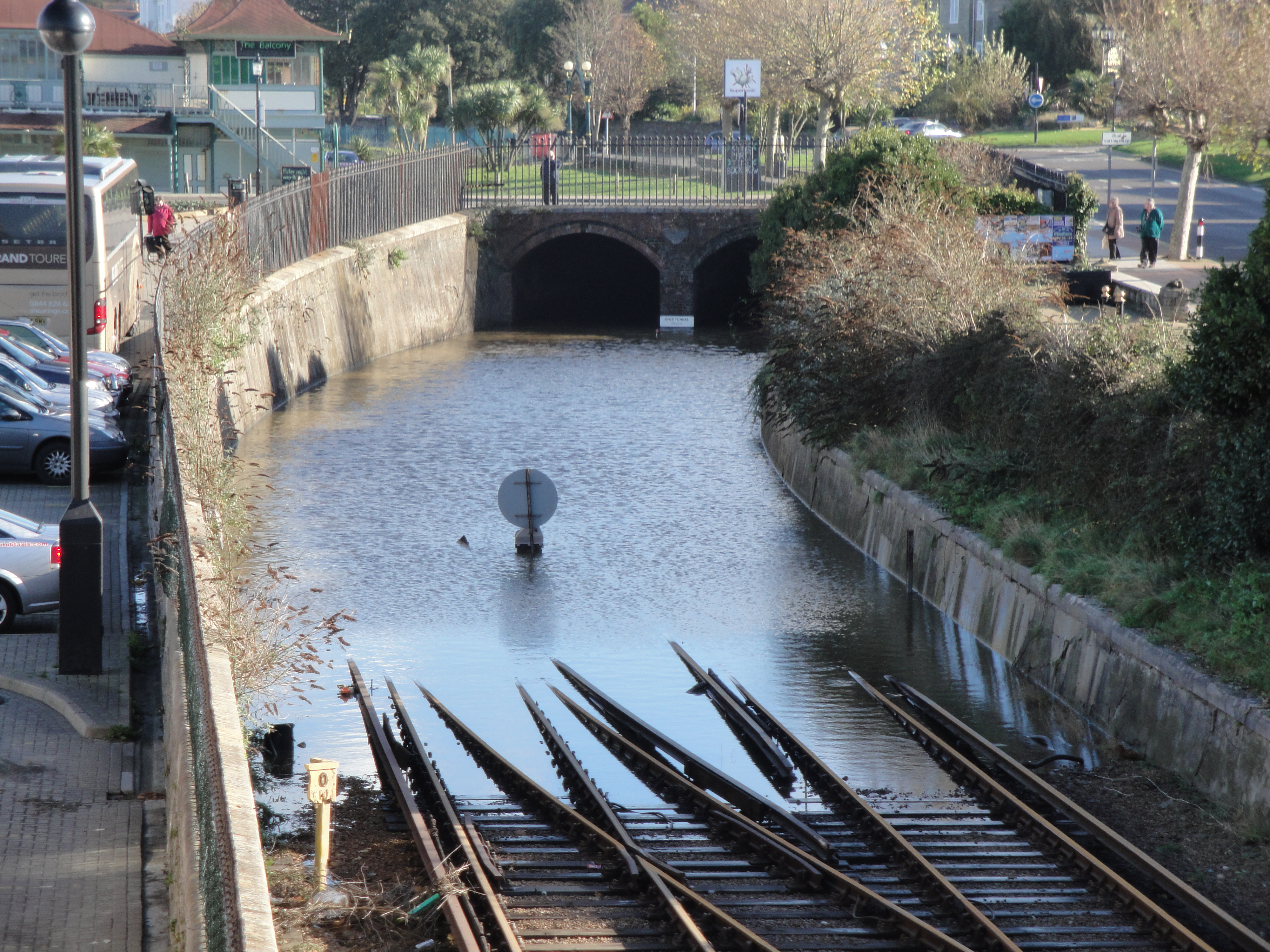
Überflutung des Ryde-Tunnel bei Esplanade, Stromschienen unter Salzwasser, November 2010

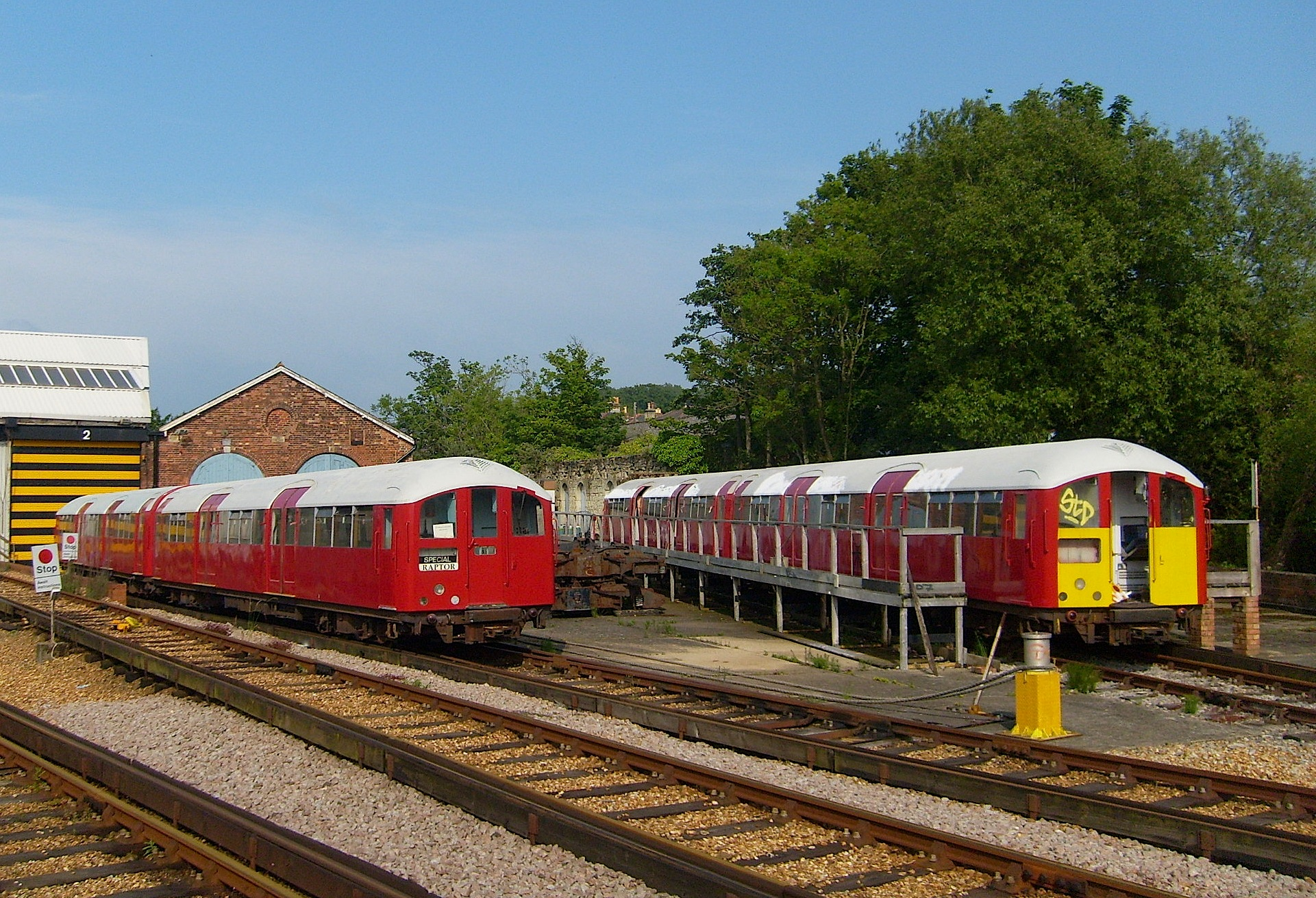
Betriebshof Ryde St. John Road mit Wagentyp 483, in London Underground Bemalung, Februar 2007

Die Höhe des Lichtraumprofils war schon zu  auf 11' 8" (3,56 m) an den beiden Engpässen Ryde-Tunnel und Brücke 12 nahe Smallbrook Junction beschränkt. Bei der Elektrifizierung der Strecke 1967 wurde die Gelegenheit wahrgenommen, die Bettung im Ryde-Tunnel um weitere 25 cm anzuheben (Durchschnittliche Lichtraumprofil-Höhe 3,30 m). Grund hierfür waren die häufigen Überflutungen des Tunnels, der in der Nähe der See liegt. Daher können keine herkömmlichen Eisenbahnwagen (Festland) eingesetzt werden. Es entstand eine Zusammenarbeit mit der London Underground, von der ausgemusterte und modernisierte U-Bahnwagen gekauft und in Dienst gestellt wurden.
Die erste Baureihe nach der Elektrifizierung waren die U-Bahnzüge vom Typ „Standard Tube Stock“ (nach dem Umbau: British Rail Classes 485 und 486), ab 1989 gefolgt und ergänzt vom Typ „1938 Tube Stock“ (British Rail Class 483). Die Züge bestehen nur aus den Triebwagen (DM) mit den gespiegelten A- und D-Enden ohne Bei- (T) und Triebwagen ohne Führerstand (NDM). Da die betagten Züge immer höhere Wartungskosten und Ausfallzeiten produzierten, wurde im September 2019 beschlossen, diese durch neuere „D78 Stock“ (British Rail Class 484) zu ersetzen. Der Umbau erfolgte durch Vivarail. 2020 traf der erste Testzug mit der Fahrzeugnummer 484001 auf der Insel ein. Am 3. Januar 2021 fuhr der letzte Zug (Nr. 483007) vom Typ 483. Die Strecke wurde am 4. Januar 2021 für eine ursprünglich auf drei Monate geplante Sanierungsphase komplett geschlossen und am 1. November 2021 nach diversen Verzögerungen (unter anderem wegen Überschwemmungen und Softwareproblemen) mit den neuen Zügen vom Typ 484 wiedereröffnet.
| Bautyp Island Lines        | Dienstzeit | Bautyp London Underground | Dienstzeit (zuvor) |
| -------------------------- | ---------- | ------------------------- | ------------------ |
| British Rail Class 483     | 1989–2021  | 1938 Tube Stock           | 1938–1988          |
| British Rail Class 484     | Seit 2021  | D78 Stock                 | 1980–2017          |
| British Rail Class 485/486 | 1967–1992  | Standard Tube Stock       | 1923–1964          |

Der Betriebshof mit Werkstätten befindet sich an der Station Ryde St. John Road.

## Galerie

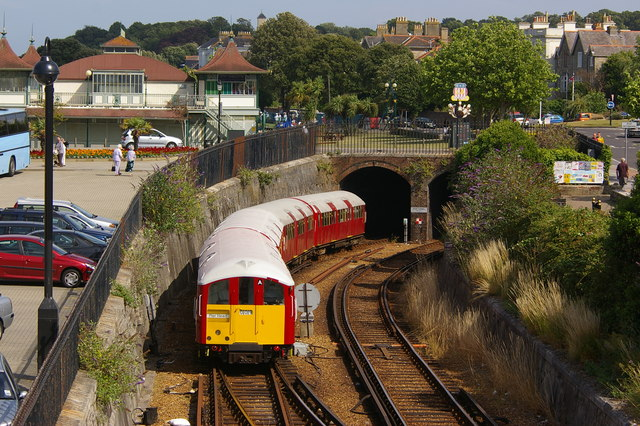
British Rail Class 483 vor dem Ryde-Tunnel
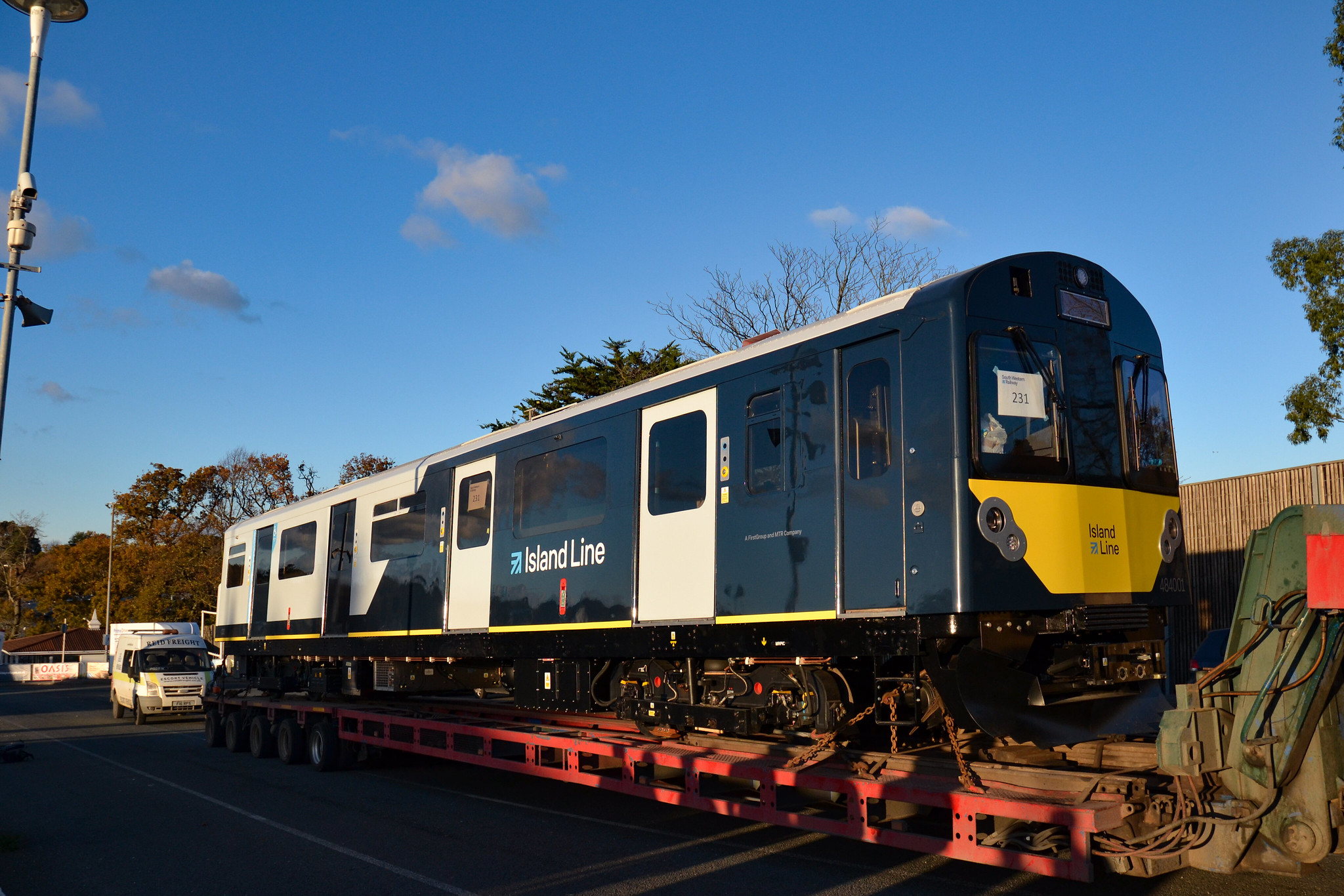
Ankunft des ersten Wagens der British Rail Class 484 am Wightlinks Fishbourne Fährterminal
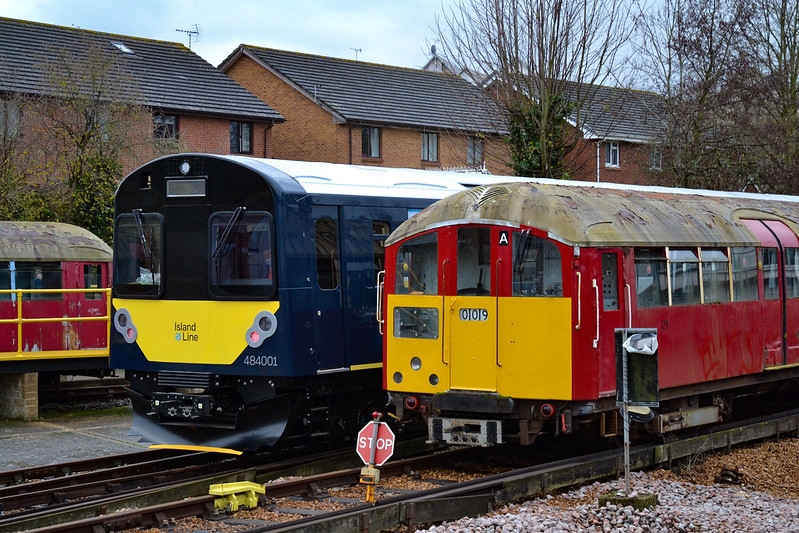
British Rail Class 484 und 483
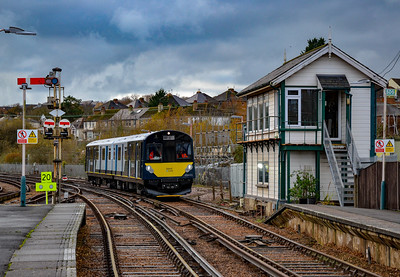
British Rail Class 484 bei der Einfahrt in den Bahnhof Ryde St. Johns Road aus Richtung Shanklin
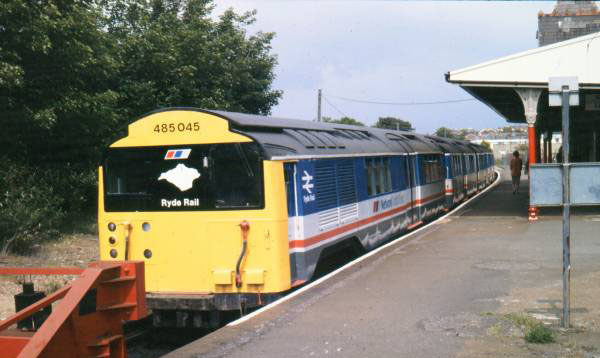
British Rail Class 485 an der Endstation Shanklin